# Roberto Rodrigues (artista)
Roberto Falcão Rodrigues (Recife, 2 de setembro 1906 — Rio de Janeiro, 29 de dezembro de 1929) foi um pintor, desenhista, ilustrador e escultor brasileiro.
Era filho do jornalista Mário Rodrigues, fundador dos jornais "A Manhã" e "Crítica", irmão do também jornalista Mário Filho e do dramaturgo Nelson Rodrigues. Exímio desenhista, trabalhou como ilustrador nos jornais da família e em outros. Ingressou em 1923 na Escola Nacional de Belas Artes, onde conquistou algumas premiações, se destacando também pelas veementes críticas que fazia aos grandes pintores acadêmicos da época.
Algumas mostras do artista foram organizadas após a sua morte: em 1930, no Liceu de Artes e Ofícios, Rio de Janeiro; em 1993, na Galeria A. S. Studio, São Paulo; e em 2000, no Conjunto Cultural da Caixa, no Rio de Janeiro, e mais recentemente na Galeria Hermitage (www.galeriahermitage.com.br).
Seus desenhos, de grande qualidade, e no estilo deco, eram na época muito apreciados por Cândido Portinari, com que dividiu o ateliê.

## Morte trágica
Na primeira página da edição de 26 de dezembro de 1929 do jornal "Crítica", foi publicada uma reportagem ilustrada por Roberto sugerindo que a jornalista e escritora Sylvia Serafim Thibau , de 28 anos, traíra seu marido , com quem tinha dois filhos. O título da matéria era “Há Uma Grande Ansiedade Pública em Conhecer os Motivos da Separação do Casal Doutor Tibau Junior” , e o desenho continha a representação de um médico, supostamente o Dr. Manoel de Abreu, com quem Sylvia se tratava, alisando as coxas de uma mulher, supostamente Sylvia . 
Por volta das 14 horas do dia da publicação , Sylvia entrou na redação do jornal, localizada na Rua do Carmo , onde estavam Roberto, de 23 anos , Nelson, então com 17 anos, Sebastião, chofer de Mário, e o detetive Garcia, amigo deles . Após procurar por Mário e Mário Filho, que não estavam, Sylvia pediu para conversar com Roberto em um local reservado. Enquanto Roberto e Sylvia se dirigiam ao gabinete de Mário, Nelson descia as escadas em direção à rua, para tomar um café na esquina da Rua da Carmo com a Rua Sete de Setembro, quando ouviu, de dentro da redação, um estampido e um grito . Sylvia acabara de dar um tiro na barriga de Roberto Rodrigues .  

Capa da edição do jornal "Crítica", que motivou o atentado contra Roberto.

Roberto faleceu três dias depois , deixando três filhos, Sérgio Roberto, Maria Teresa e Vera Maria, que ainda estava por nascer .  
Cerca de três meses depois, faleceu seu pai, Mário Rodrigues, de trombose cerebral . 
Cinco meses após a morte de Mário, Sylvia foi absolvida pela justiça, mas veio a se suicidar na madrugada de 27 de abril de 1936, ao lado de seu filho Rhony, de 3 anos, na enfermaria de uma casa de detenção em Niterói, onde estava presa sob a acusação de ter falsificado documentos para estudar numa faculdade de direito .